# Mansehra (distrikt)

Karta över Nordvästra Gränsprovinsen med distriktet Mansehras markerat med gul.

Mansehra (urdu: مانسہرہ) är ett distrikt i den pakistanska provinsen Nordvästra Gränsprovinsen.

## Administrativ indelning
Distriktet är indelat i tre Tehsil.
- Balakot Tehsil
- Mansehra Tehsil
- Oghi Tehsil